# Geoffrey Adams

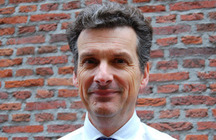
Geoffrey Adams

Sir Geoffrey Doyne Adams KCMG (* 11. Juni 1957) ist ein britischer Diplomat.

## Leben
Geoffrey Adams studierte am Eton College, wo er ein King’s Scholar war, und an der Oxford University islamische Geschichte und Nahost-Politik. Er trat 1979 in den auswärtigen Dienst.
Beschäftigt wurde er in Saudi-Arabien, Frankreich, Südafrika und Ägypten. Von 2001 bis 2003 war er Generalkonsul in Jerusalem.
Von 2003 bis 2005 war er Privatsekretär des britischen Außenministers Jack Straw. Dann amtierte er vom 1. April 2006 bis März 2009 als Botschafter in Teheran. Er leitet zurzeit die Abteilung Politik im Foreign and Commonwealth Office.
Er ist Companion des Order of St Michael and St George (CMG), und zum Geburtstag am 21. April 2008 von Elisabeth II. wurde er zum Knight Commander des Order of St Michael and St George (KCMG).
| Vorgänger           | Amt                                                           | Nachfolger   |
| ------------------- | ------------------------------------------------------------- | ------------ |
| Robin Andrew Kealy  | Britischer Generalkonsul in Jerusalem 2001–2003               | John Jenkins |
| Richard John Dalton | Britischer Botschafter in Teheran 2006–2009                   | Simon Gass   |
| Mark Lyall Grant    | Abteilung Politik im Foreign and Commonwealth Office 2009–... | —            |